# Juicio a la RuSHA
El Juicio a la RuSHA (la RuSHA fue la SS-Rasse- und Siedlungshauptamt, Oficina de Raza y Asentamiento de las SS) contra las políticas raciales de genocidio de las SS (oficialmente, Estados Unidos de América vs. Ulrich Greifelt, et al) fue el octavo de los doce juicios celebrados en Núremberg por las autoridades estadounidenses por crímenes de guerra nazis después del final de la Segunda Guerra Mundial. Estos doce juicios se llevaron a cabo ante los tribunales militares de EE. UU. En su zona de ocupación en Alemania, no ante el Tribunal Militar Internacional, aunque tuvieron lugar en las mismas salas, en el Palacio de Justicia. Los doce juicios de Estados Unidos se conocen colectivamente como los "Juicios subsecuentes de Núremberg" o, más formalmente, como los "Juicios de criminales de guerra ante los Tribunales militares de Núremberg" (NMT).
En el juicio a la RuSHA, los 14 acusados eran todos funcionarios de varias organizaciones de las SS responsables de la implementación del programa nazi de "raza pura": incluyendo a la Oficina Principal de Raza y Asentamiento (SS-Rasse- und Siedlungshauptamt, RuSHA); la oficina del Comisionado del Reich para la Consolidación del Pueblo Alemán (Reichskommissar für die Festigung des deutschen Volkstums, RKFDV; un puesto en manos de Heinrich Himmler); la Oficina de Repatriación de Alemanes Étnicos (Volksdeutsche Mittelstelle, VoMi); y la sociedad Lebensborn. Los cargos se centraron en sus actividades de limpieza racial y reasentamiento.
Los jueces en este caso, escuchados ante el Tribunal Militar I, fueron Lee B. Wyatt (juez presidente), Juez Asociado de la Corte Suprema de Georgia; Daniel T. O'Connell del Tribunal Superior de Massachusetts y Johnson T. Crawford de Oklahoma. El Jefe de Abogados de la Fiscalía fue Telford Taylor. La acusación se llevó a cabo el 7 de julio de 1947; el juicio duró desde el 20 de octubre de 1947 hasta el 10 de marzo de 1948.

## Antecedentes
Después de su discurso sobre la "Reorganización de las relaciones etnográficas en Europa", Hitler nombró a Heinrich Himmler Reichskommissar für die Festigung deutschen Volkstums (RKF) el 7 de octubre de 1939. En los años siguientes, Himmler amplió continuamente su mandato en estrecha coordinación con Hitler, hasta desarrollar un plan para establecer una "Gran Europa germánica" bajo el liderazgo alemán. La aplicación de los principios ideológicos de "homogeneidad racial" y "adquisición de espacio vital" se llevó a cabo sin consideración por las personas afectadas. La reordenación gradual de Europa en términos de etnicidad se basó en medidas coercitivas como investigaciones antropológicas raciales entre civiles alemanes étnicos y no alemanes, expulsiones, confiscaciones, reubicaciones forzadas, trabajo forzado, confiscación de niños, abortos forzados y finalmente, genocidio masivo.

## Acusación
La orden de expulsión de judíos por parte del acusado Creutz. El fiscal principal fue el Brigadier General Telford Taylor y el fiscal adjunto James M. McHaney.
La acusación presentada el 1 de julio de 1947 incluía tres cargos:
1. Crímenes contra la humanidad al participar en un programa sistemático de genocidio para destruir naciones y grupos étnicos extranjeros, así como la eliminación y represión de características nacionales. Esto incluyó actos como la inhibición de la reproducción entre naciones enemigas, germanización forzada, trabajo forzado y la persecución y aniquilación de judíos.
2. Crímenes de guerra como saqueo, asesinato, deportación y esclavitud (trabajo forzado).
3. Pertenencia a una organización criminal: SS.

Todos los acusados fueron acusados por los cargos 1 y 2. Inge Viermetz fue excluida del cargo 3. Todos los acusados se declararon "no culpables".
La acusación presentó 32 testigos y se basó principalmente en la evidencia de documentos capturados de las oficinas principales de la SS involucradas.
El ex Alto Líder de la SS y la Policía, Erich von dem Bach-Zelewski, testificó como testigo de la acusación, culpando severamente a los acusados del RKF y RuSHA por la planificación e implementación de evaluaciones raciales, expulsiones, reubicaciones y detenciones en campos de concentración.

## Jueces
- Presidente: Lee B. Wyatt, Juez del Tribunal Supremo de Georgia
- Daniel T. O’Connell, Juez del Tribunal Supremo de Massachusetts
- Johnson T. Crawford, Juez del Tribunal de Distrito en Oklahoma

## Defensa

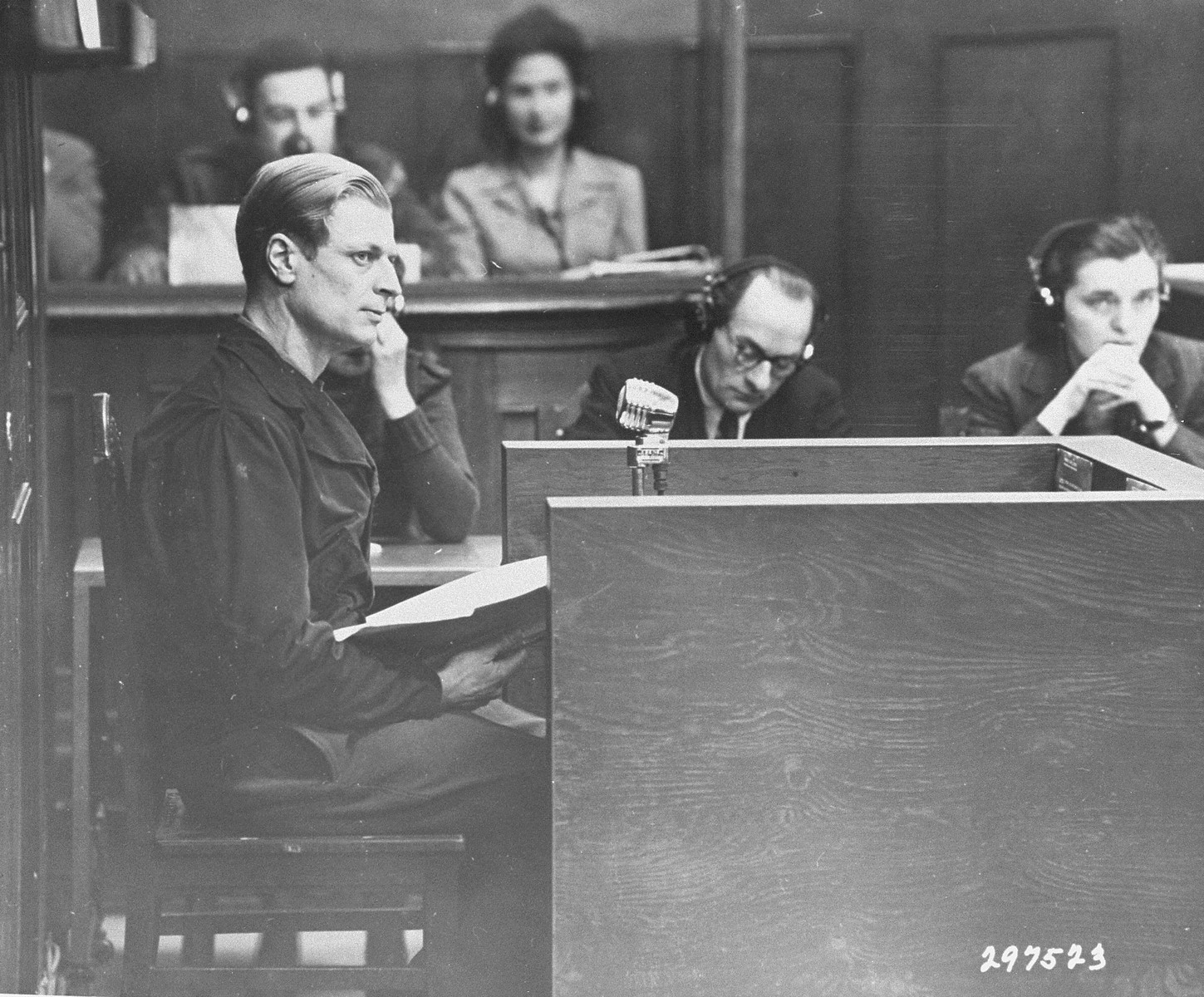
Testigo de la defensa: Evaluador racial Hans-Hilmar Staudte, 29 de enero de 1948

Los defensores argumentaron que los planificadores espaciales, expertos en reubicación y raza solo buscaban resolver "problemas étnicos" para pacificar Europa. Como es común en los procesos del NS, los acusados negaron conocer los objetivos políticos del nacionalsocialismo. Al mismo tiempo, intentaron atribuir la responsabilidad por los crímenes cometidos por las oficinas principales de la SS a otros: Himmler, Heydrich, Kaltenbrunner, así como antiguos colegas fallecidos o desaparecidos. Alegaron ser meros "ejecutores de órdenes". Se afirmó que el Plan General del Este y los preparativos para el Plan General de Asentamientos eran investigaciones teóricas fundamentales, según testigos. La germanización forzada se presentó como una "desenmarañamiento generoso" de problemas étnicos complejos, que habría traído a las familias asimilables los beneficios de la política social alemana. Donde no pudieron negar su responsabilidad, como en el asesinato de trabajadores forzados no deseados racialmente, destacaron que salvaron a muchos a través de evaluaciones raciales positivas. En un alegato, el RuSHA fue descrito como responsable de "tareas positivas" en forma de medidas eugenésicas, en contraste con la Reichssicherheitshauptamt como una entidad de política poblacional negativa. La "reubicación" de polacos racialmente indeseables en las áreas anexadas se comparó con la expulsión de los alemanes de Europa del Este. Se afirmó que el registro de mestizos judíos mantenido por la Oficina de Linajes no se usó para perseguir a los judíos, sino solo para asesorar a los aspirantes a la SS y para la genealogía familiar.
Los acusados lograron evadir la responsabilidad por el programa étnico de la SS y la ideología subyacente, a pesar de que la mayoría de ellos contribuyeron significativamente al concepto de expulsión, aniquilación y germanización.

## Los crímenes de los acusados
El programa de germanización de los nacional-socialistas entendía la "asimilación" de las áreas anexadas como la "fortificación de la etnicidad alemana", y las medidas administrativas se agruparon bajo el término de política de etnicidad.
En el caso de las partes anexadas de Polonia, esta política de etnicidad incluía:
- Migración forzosa de la población
- Confiscación de propiedades privadas y públicas
- Esterilización forzada para evitar nacimientos
- Aborto forzado y prohibición de matrimonios
- Secuestro de niños y su integración en la nación propia
- Desplazamiento de civiles para trabajo forzado bajo el régimen nazi
- Asesinato de élites funcionales nacionales

Los jueces condenaron a Ulrich Greifelt como principal responsable del "traslado" forzado de personas de Eslovenia, Alsacia, Lorena y Luxemburgo hacia el Reich, bajo amenaza de internamiento en campos de concentración y expulsión del territorio estatal. Se demostró la participación de los acusados en las deportaciones de judíos, polacos, yugoslavos, alsacianos y luxemburgueses, donde desempeñaron el papel de evaluación racial. Los líderes del RuSHA, Otto Hofmann y Richard Hildebrandt, también fueron declarados culpables por abortos forzados a trabajadoras forzadas del Este y por perseguir relaciones sexuales entre trabajadores forzados y alemanes (llamado Rassenschande). Hildebrandt también fue condenado por su participación en el programa de eugenesia.
Los jueces consideraron que los campos de la VoMi fueron lugares donde se colocó a "reubicados" y "desplazados" para el trabajo forzado y el reclutamiento forzado en la Wehrmacht y las Waffen-SS. Vieron como prueba de que estas fueron deportaciones criminales un decreto de Himmler del 21 de septiembre de 1942. Según este decreto, todos los miembros de la familia de eslovenos que hubieran escapado de un campo de la VoMi debían ser llevados a un campo de concentración y les serían arrebatados los niños. Además, se ordenó la ejecución por ahorcamiento de todos los cómplices de la fuga.
Al Lebensborn no se le encontró culpable de ningún crimen. Inge Viermetz fue absuelta, mientras que los empleados masculinos acusados fueron condenados únicamente por su membresía en la SS.

## Sentencias
| Imagen | Nombre                             | Rango | Defensor                   | Asistente del defensor | Puntos de acusación | Puntos de acusación | Puntos de acusación | Sentencia                                                                 | Observaciones |
| Imagen | Nombre                             | Rango | Defensor                   | Asistente del defensor | 1                   | 2                   | 3                   | Sentencia                                                                 | Observaciones |
| ------ | ---------------------------------- | --- | -------------------------- | ---------------------- | ------------------- | ------------------- | ------------------- | ------------------------------------------------------------------------- | --- |
|        | Ulrich Greifelt * 1896 † 1949      | SS-Obergruppenführer Líder de la Oficina del Reichskommissar für die Festigung deutschen Volkstums (“Stabhauptamt des RKFDV”)     | Carl Haensel               | Gisela von der Trenck  | c                   | c                   | c                   | cadena perpetua fallecido en prisión                                      | involucrado significativamente en el “Generalplan Ost”                                                                                            |
|        | Rudolf Creutz * 1896 † 1980        | SS-Oberführer Líder del Grupo de Oficinas A en el “Stabhauptamt des RKFDV”                                                        | Rudolf Merkel              | Alfred Brenner         | c                   | c                   | c                   | 15 años en 1951 reducido a 10 años, liberado en 1954                      | responsable de parte del “programa de re-germanización”                                                                                           |
|        | Konrad Meyer-Hetling * 1901 † 1973 | SS-Oberführer hasta 1942 Jefe de la Oficina de Planificación en el “Stabhauptamt des RKFDV” (Desarrollador del “Generalplan Ost”) | Kurt Behling               | Karl Müller            | i                   | i                   | c                   | 2 años y 10 meses liberado tras la sentencia                              | a partir de 1942 Comisionado de Planificación en el Reichsministerium für Ernährung und Landwirtschaft                                            |
|        | Otto Schwarzenberger * 1900 † 1980 | SS-Oberführer Jefe de la Oficina V (Administración Financiera) Grupo de Oficinas B en el “Stabhauptamt des RKFDV”                 | Hans Gawlik                | Gerhard Klinnert       | i                   | i                   | c                   | 2 años y 10 meses liberado tras la sentencia                              | |
|        | Herbert Hübner * 1902 † 1982       | SS-Standartenführer hasta 1942 Jefe de la Oficina “Stabhauptamt des RKFDV” en Posen                                               | Ernst Durchholz            | Hermann Müller         | c                   | c                   | c                   | 15 años liberado en 1951                                                  | a partir de 1942 Líder en el Rasse- und Siedlungshauptamt (RuSHA) Wartheland (Polonia)                                                            |
|        | Werner Lorenz * 1891 † 1974        | SS-Obergruppenführer Jefe de la Volksdeutsche Mittelstelle (VOMI), desde 1939 SS-Hauptamt en el “Stabhauptamt des RKFDV”          | Ernst Hesse                | Werner Schubert        | c                   | c                   | c                   | 20 años en 1951 reducido a 15 años; liberado en 1955                      | responsable de la reubicación y “repatriación” de extranjeros de ascendencia alemana, minorías alemanas y la “germanización” de niños extranjeros |
|        | Heinz Brückner * 1900 † 1968       | SS-Sturmbannführer en la Volksdeutschen Mittelstelle (VoMi) Oficina VI (Protección de la Herencia Alemana en el Reich)            | Karl Dötzer                | Gerda Dötzer           | c                   | c                   | c                   | 15 años liberado en 1951                                                  | |
|        | Otto Hofmann * 1896 † 1982         | SS-Obergruppenführer hasta 1943 Jefe del Rasse- und Siedlungshauptamt (RuSHA)                                                     | Otfried Schwarz            | Ewald Zapf             | c                   | c                   | c                   | 25 años en 1951 reducido a 15 años, liberado en 1954                      | a partir de 1943 Líder del SS-Oberabschnitt Südwest, participó en la Wannseekonferenz en 1942.                                                    |
|        | Richard Hildebrandt * 1897 † 1951  | SS-Obergruppenführer Jefe del Rasse- und Siedlungshauptamts de la SS (RuSHA)                                                      | Georg Fröschmann           | Karl Pracht            | c                   | c                   | c                   | 25 años entregado a Polonia condenado a muerte en 1949, ejecutado en 1951 | de 1942 a 1943 Miembro del Volksgerichtshof |
|        | Fritz Schwalm * 1910 † 1985        | SS-Obersturmbannführer Jefe de la Oficina Exterior del RuSHA en Litzmannstadt                                                     | Willi Heim                 | Wilhelm Maas           | c                   | c                   | c                   | 10 años liberado en 1951                                                  | SS-Sonderführer del “Kampfgruppe Jeckeln” / Masacre de judíos en Letonia                                                                          |
|        | Max Sollmann * 1904 † 1978         | SS-Standartenführer Director ejecutivo de Lebensborn e. V.                                                                        | Paul Ratz                  | Heinrich Rentsch       | i                   | i                   | c                   | 2 años y 8 meses liberado tras la sentencia                               | a partir de 1942, Jefe de Departamento L en el personal de Himmler                                                                                |
|        | Gregor Ebner * 1892 † 1974         | SS-Oberführer Director médico de Lebensborn e. V.                                                                                 | Herbert Thiele-Fredersdorf | -                      | i                   | i                   | c                   | 2 años y 8 meses liberado tras la sentencia                               | desde 1938 Presidente del Tribunal Disciplinario de la Liga Médica Nacionalsocialista                                                             |
|        | Günther Tesch * 1907 † 1989        | SS-Sturmbannführer Asesor legal de Lebensborn e. V.                                                                               | Wilhelm Schmidt            | Ernst Braune           | i                   | i                   | c                   | 2 años y 10 meses liberado tras la sentencia                              | entre otros, responsable del cambio de nombre de los niños polacos “aptos para la germanización”                                                  |
|        | Inge Viermetz * 1908 † 1997        | miembro femenino del Séquito SS Jefa de Departamento y Comisionada Especial de Lebensborn e. V.                                   | Hermann Orth               | Ludwig Altstötter      | i                   | i                   | -                   | Absuelta                                                                  | Despedida sin previo aviso en diciembre de 1943 debido a irregularidades financieras                                                              |

c – culpable;  i – no culpable según la acusación
Los cuatro miembros de Lebensborn no fueron declarados culpables en los cargos 1 y 2 de la acusación. El tribunal consideró que la sociedad Lebensborn no era responsable del secuestro de niños, que fue llevado a cabo por otros.
Ulrich Greifelt murió en la Prisión de Landsberg el 6 de febrero de 1949. Hildebrandt fue entregado a las autoridades polacas. Fue juzgado nuevamente por crímenes de guerra en Polonia y condenado a muerte. Fue ahorcado el 10 de marzo de 1952. Hübner, Brückner y Schwalm fueron liberados en 1951. También en ese año, las sentencias de Hofmann y Lorenz se redujeron a 15 años, y la de Creutz a 10 años. Hofmann fue liberado en 1954.

## Historiografía
El proceso aportó una gran cantidad de conocimientos históricos sobre la intención y la ejecución de la política étnica nazi. La responsabilidad de Hitler y Himmler se exageró erróneamente en favor de los acusados y sus oficinas de la SS, y los planes de reubicación en el contexto del Generalplan Ost se consideraron incorrectamente como construcciones teóricas, y la asociación SS Lebensborn fue vista como una organización puramente caritativa. La responsabilidad de Otto Hofmann, participante en la Conferencia de Wannsee, en la planificación y ejecución del Holocausto probablemente no se valoró adecuadamente en el juicio debido a razones de tiempo y procedimiento. La historiografía necesitó casi 50 años para reconocer, ampliar y contrastar adecuadamente el conocimiento elaborado por la acusación.

## Literatura
- Trials of War Criminals Before the Nuernberg Military Tribunals Under Control Council Law No. 10., Vol. 4: United States of America vs. Ulrich Greifelt, et al. (Caso 8: „Caso RuSHA“). US Government Printing Office, Distrito de Columbia 1950, pp. 597–1185. (Volumen 4 de la serie de 15 volúmenes "Green Series" sobre los juicios sucesores de Núremberg. El volumen incluye la acusación, el veredicto y extractos de los registros del juicio. También contiene documentos del Proceso de los Einsatzgruppen.)
- Isabel Heinemann:
  - Rasse, Siedlung, deutsches Blut. Das Rasse- und Siedlungshauptamt der SS und die rassenpolitische Neuordnung Europas. Wallstein Verlag, Göttingen 2003, ISBN 3-89244-623-7.
  - Rasse, Lebensraum, Genozid: Die nationalsozialistische Volkstumspolitik im Fokus von Fall 8 der Nürnberger Militärtribunale. En: NMT: Die Nürnberger Militärtribunale zwischen Geschichte, Gerechtigkeit und Rechtschöpfung. Eds.: Kim Christian Priemel, Alexa Stiller: Hamburger Edition 2013, ISBN 978-3-86854-278-3.
- Kevin Jon Heller: The Nuremberg Military Tribunals and the Origins of International Criminal Law. Oxford University Press, 2011, ISBN 978-0-19-955431-7.